# أجان (أذربيجان)
أُجَان، بليدة تاريخيَّة في أذربيجان، تقع بين الرَّي وتبريز، وتبعد عن الأخيرة حوالي عشرة فراسخ. كانت أُجان محاطة بسور وبها سوقٌ عامر، إلا أن الخراب غلب عليها.

### فهرس المنشورات
1. ↑  الحموي (1977)، ص. 100.

### معلومات المنشورات كاملة
الكتب مرتبة حسب تاريخ النشر
- ياقوت الحموي (1977)، معجم البلدان (ط. 1)، بيروت: دار صادر، OCLC:1014032934، QID:Q114913343